# 乌特塔拉哈尔利
乌特塔拉哈尔利（Uttarahalli），是印度卡纳塔克邦Bangalore县的一个城镇。总人口10467（2001年）。

## 人口
该地2001年总人口10467人，其中男性5488人，女性4979人；0—6岁人口1339人，其中男695人，女644人；识字率67.42%，其中男性为73.21%，女性为61.04%。